# Teqball aux Jeux européens de 2023
Le Teqball aux Jeux européens de 2023 a lieu sur place centrale de Cracovie, en Pologne, du 28 juin au 1er juillet 2023. Le sport fait ses débuts dans une compétition multisports d'Europe. L'événement fait aussi office de première édition des Championnats d'Europe de teqball.
Cinq épreuves sont au programme avec un maximum de 72 joueurs européens pouvant se qualifier : 36 hommes et 36 femmes. Le Comité National Olympique hôte, la Pologne, reçoit quatre places de quota (deux femmes et deux hommes), huit places d'universalité sont attribuées (quatre femmes et quatre hommes) et les 60 athlètes restants (30 femmes et 30 hommes) obtiennent leur place dans le parcours de qualification de la Fédération internationale de Teqball (FITEQ).

## Médaillés
| Épreuve         | Or                                        | Argent                                | Bronze                                   |
| --------------- | ----------------------------------------- | ------------------------------------- | ---------------------------------------- |
| Simple masculin | Apor Gyoergydeak (ROU)                    | Adrian Duszak (POL)                   | Hugo Rabeux (FRA)                        |
| Double masculin | Hongrie- Csaba Banyik - Balázs Katz       | Serbie- Bogdan Marojević Nikola Mitro | Pologne- Adrian Duszak Marek Pokwap      |
| Simple féminin  | Kinga Barabasi (ROU)                      | Amélie Julian (FRA)                   | Nanna Lind Kristensen (DEN)              |
| Double féminin  | Hongrie- Zsanett Lujza Janicsek Lea Vasas | Roumanie- Katalin Dako Kinga Barabasi | Pologne- Alicja Bartnicka Ewa Kaminska   |
| Double mixte    | Hongrie- Lea Vasas - Balazs Katz          | Serbie- Maja Umicevic - Nikola Mitro  | Pologne- Marek Pokwap - Alicja Bartnicka |

## Tableau des médailles
- Pays organisateur (Pologne)

| Rang  | Nation   | Or | Argent | Bronze | Total |
| ----- | -------- | -- | ------ | ------ | ----- |
| 1     | Hongrie  | 3  | 0      | 0      | 3     |
| 2     | Roumanie | 2  | 1      | 0      | 3     |
| 3     | Serbie   | 0  | 2      | 0      | 2     |
| 4     | Pologne  | 0  | 1      | 3      | 4     |
| 5     | France   | 0  | 1      | 1      | 2     |
| 6     | Danemark | 0  | 0      | 1      | 1     |
| Total | Total    | 5  | 5      | 5      | 15    |